# 藤原頼実
藤原 頼実（ふじわら の よりざね）は、平安時代末期から鎌倉時代前期にかけての公卿。藤原北家大炊御門家、左大臣・藤原経宗の長男。官位は従一位・太政大臣。六条または中山を号す。大炊御門家3代当主。

## 経歴
久寿2年（1155年）、藤原経宗の長男として誕生。長寛元年（1163年）に9歳で叙爵して、侍従・右近衛権少将/権中将を歴任し、仁安3年（1168年）後白河上皇の妃・滋子の立后に際して皇太后宮権亮に任ぜられた。治承3年（1179年）に発生した治承三年の政変により反平氏公卿・殿上人・受領が大量に解官されたが、平清盛は頼実の父で当時左大臣の官職にあった経宗の取り込みを図ったため、11月17日に頼実は従三位に叙され公卿に列した。翌治承4年（1180年）には正三位に叙せられ、寿永2年（1183年）4月参議を経ずに、権中納言に直任された。
同年7月の平家の都落ち後、入京した木曾義仲と後白河法皇の対立は深まり、11月19日に義仲は院御所・法住寺殿を襲撃する（法住寺合戦）。法住寺殿に参入していた頼実は、逃亡しようとして義仲軍に捕縛された。その際、衣裳の風体が尋常でなかったため公卿とは思われず、危うく首を切られそうになったが、下人の中に見知っていた者がいたため命拾いをしたという。九死に一生を得た頼実は「法皇第一の花族」といわれるほどの後白河院の信任を受け、建久元年（1190年）に権大納言に昇進し、建久2年（1191年）には源頼朝が辞任して空席だった右近衛大将を兼任する。このように官位の昇進は順調だったものの実務能力は父に及ばなかったようで、九条兼実は頼実を「身に一能なく、また我が朝の書記を学ばず」と辛辣に評価している。一方で、建久の頃に権大納言として県召除目に3日間出席していた。当時筥文（筥に入れて御前に置く申文）の取り扱い方を巡っては3つの学説があったが、頼実はその3つの説の作法を1日ごとに実践してどれも間違いはなく、余りの見事さに絵を描くことを得意としていた頭中将中山忠季が感嘆してその模様を絵に描き残したという話も伝えられている。
建久9年（1198年）11月に建久七年の政変で籠居している内大臣・九条良経を越えて右大臣に昇進したが、正治元年（1199年）6月22日には早くもその職を明け渡し、太政大臣に任ぜられている。この太政大臣就任は頼実の本意ではなく、土御門通親が大臣になるために俄かに推任したものと怒り、土佐国の国務を返上して自邸に引きこもった。その後は後鳥羽上皇の生母・七条院に近侍して復権の機会を伺っていたが、建仁2年（1202年）に通親が死去すると後任として東宮傅に任ぜられ、元久元年（1204年）に従一位に叙された。さらに後鳥羽上皇の乳母・卿局を室に迎えて、夫妻で後鳥羽院政の中枢に立った。
頼実の望みは、父・経宗の如く左大臣・一上として太政官を統轄することにあったが、後鳥羽院が大臣降任の例はないと難色を示したため、左大臣就任は諦めざるを得なかった。一方、もう一つの望みである娘・麗子の入内については室の協力もあり、元久2年（1205年）土御門天皇の中宮への冊立に成功している。太政大臣の職は元久元年（1204年）に去っていたが、承元2年（1208年）東宮・守成親王（後の順徳天皇）の元服加冠の役を務めるために、一月だけ復任している。
建保4年（1216年）1月28日に出家して顕性と号した。承久3年（1221年）に勃発した承久の乱に際しては、後鳥羽院の幕府打倒計画に反対したとされる。嘉禄元年（1225年）7月5日死去。享年71。大炊御門家は、二十歳年少の異母弟・師経が、頼実の養子という形で相続した。

## 系譜
- 父：藤原経宗
- 母：藤原清隆の娘
- 妻：藤原兼子（卿二位） - 藤原範兼の娘
- 妻：藤原隆子 - 藤原定隆の娘
  - 女子：大炊御門麗子（陰明門院）（1185-1243） - 土御門天皇中宮
- 妻：藤原伊行の娘、後に離縁（1155-?）[7]
  - 長男：大炊御門家宗（?-1211） - 従三位
- 妻：平時忠の娘?
  - 次男：鷹司頼平（1180-1230） - 正二位中納言
- 生母不詳の子女
  - 男子：実智
  - 男子：実昭
- 養子女
  - 男子：大炊御門師経（1176-1259） - 藤原経宗の子・頼実の異母弟